# Episodi di Galaxy Angel
La serie animata Galaxy Angel è stata trasmessa in Giappone dal canale Animax, mentre i suoi numerosi sequel sono stati trasmessi da TV Osaka ed altre stazioni di TXN. Ogni trasmissione è formata da due episodi di quindici minuti ciascuno, i cui titoli contengono sempre un riferimento al cibo.

## Galaxy Angel
| Nº       | Giapponese 「Kanji」 - Rōmaji                                                           | In onda           | In onda |
| Nº       | Giapponese 「Kanji」 - Rōmaji                                                           | Giapponese        |         |
| 1        | 「リゾート風幸運包みエンジェル仕立て」 - rizoto kaze kōun tsutsumi enjieru shitate      | 7 aprile 2001     |         |
| 2        | 「ギャンブルポワレミルフィーユソース」 - gyanburupowaremirufiyusosu                     | 14 aprile 2001    |         |
| 3        | 「アステロイドの拾い物炒めヴァニラ風味」 - asuteroido no hiroimono itame vanira fūmi    | 21 aprile 2001    |         |
| 4        | 「産地直送エンジェルの盛り合わせ」 - sanchichokusō enjieru no sakari awa se             | 12 maggio 2001    |         |
| 5        | 「廃校のテリーヌ思い出仕込み海賊風」 - haikō no terinu omoide shikomi kaizoku kaze      | 19 maggio 2001    |         |
| 6        | 「フォルテの遺跡煮込みトラブル漬け」 - forute no iseki nikomi toraburu tsuke            | 26 maggio 2001    |         |
| 7        | 「遊園地名物にわとりコンポートミント添え」 - yūenchi meibutsu niwatori konpotominto soe | 2 giugno 2001     |         |
| 8        | 「天然ミルフィーユの査察あんかけ」 - tennen mirufiyu no sasatsu ankake                  | 9 giugno 2001     |         |
| 9        | 「ロストテクノロジーのローストビーフ」 - rosutotekunoroji no rosutobifu                 | 16 giugno 2001    |         |
| 10       | 「恋の小龍包ルージュ風味」 - koi no shō ryū tsutsumi ruju fūmi                          | 23 giugno 2001    |         |
| 11       | 「包帯巻き銃弾散らし寿司」 - hōtai maki jūdan chira shi sushi                           | 30 giugno 2001    |         |
| 12       | 「ベースボールとネグリジェのグラッセ」 - besuboru to negurijie no gurasse               | 7 luglio 2001     |         |
| 13       | 「大誘拐満漢全席」 - daiyūkai man kan zenseki                                           | 14 luglio 2001    |         |
| 14       | 「Downtown Soulfood ODEN」 - Downtown Sōlfood ODEN                                      | 21 luglio 2001    |         |
| 15       | 「落としモノぽとふ」 - oto shi mono potofu                                              | 28 luglio 2001    |         |
| 16       | 「グリル・ド・箱入りムスメ」 - guriru. do. hakoiri musume                               | 4 agosto 2001     |         |
| 17       | 「エンジェル缶詰ほうとう付き」 - enjieru kandume hōtō tsuki                             | 11 agosto 2001    |         |
| 18       | 「サルのサルベージコンボ」 - saru no sarubejikonbo                                      | 18 agosto 2001    |         |
| 19       | 「エンジェルキッス・ガトー・デ・ミルフィーユ」 - enjierukissu. gato. de. mirufiyu       | 25 agosto 2001    |         |
| 20       | 「特盛サバイバル定食」 - tokumori sabaibaru teishoku                                    | 1º settembre 2001 |         |
| 21       | 「デコピザ（TV未放映話）」 - dekopiza (TV mihōei hanashi)                               | 15 settembre 2001 |         |
| 22       | 「看板娘特製秘密の包み焼き」 - kanbanmusume tokusei himitsu no tsutsumi yaki            | 22 settembre 2001 |         |
| 23       | 「闇鍋お笑いペッパー」 - yaminabe o warai peppa                                         | 29 settembre 2001 |         |
| 24       | 「激盛ミサイル丼もっこり涙味」 - geki jō misairu donburi mokkori namida aji             | 29 settembre 2001 |         |
| 25 Extra | 「堕天使の暗黒宇宙茶漬け」 - datenshi no ankoku uchū chaduke ke                         | non trasmesso     |         |
| 26 Extra | 「スキヤキ弁当五人前」 - sukiyaki bentō gonin mae                                       | non trasmesso     |         |

## Galaxy Angel Z
| Nº       | Giapponese 「Kanji」 - Rōmaji                                                     | In onda          | In onda |
| Nº       | Giapponese 「Kanji」 - Rōmaji                                                     | Giapponese       |         |
| 1        | 「天使のチャレンジゼリートライアル」 - tenshi no charenjizeritoraiaru             | 3 febbraio 2002  |         |
| 2        | 「筋肉隆々担担麺」 - kinniku ryūryū tan tan men                                   | 3 febbraio 2002  |         |
| 3        | 「前略 ため息のバロディーヌ」 - zenryaku tame iki no barodeinu                    | 10 febbraio 2002 |         |
| 4        | 「びっくり点心」 - bikkuri tenshin                                                | 10 febbraio 2002 |         |
| 5        | 「想い出激走八宝菜」 - omoide gekisō happōsai                                     | 17 febbraio 2002 |         |
| 6        | 「立ちこめる霧のソルベ」 - tachi komeru kiri no sorube                            | 17 febbraio 2002 |         |
| 7        | 「恋の煮こごり純情包み揚げ」 - koi no niko gori junjō tsutsumi age                | 24 febbraio 2002 |         |
| 8        | 「ウェディングケーキ合体スペシャル」 - uedeingukeki gattai supesharu              | 24 febbraio 2002 |         |
| 9        | 「GA解析懐石」 - GA kaiseki kaiseki                                               | 3 marzo 2002     |         |
| 10       | 「お好み♥復讐ランチ」 - o konomi ♥ fukushū ranchi                                 | 3 marzo 2002     |         |
| 11       | 「彼岸への回転寿司」 - higan heno kaitenzushi                                     | 10 marzo 2002    |         |
| 12       | 「鋼のジャンバラヤ」 - kō no janbaraya                                            | 10 marzo 2002    |         |
| 13       | 「機内食（具沢山弁解カレー）」 - kinaishoku (gu takusan benkai kare)              | 17 marzo 2002    |         |
| 14       | 「愛と疑惑のもんじゃ」 - ai to giwaku nomonja                                     | 17 marzo 2002    |         |
| 15       | 「新鮮とれたて驚異の舟盛り」 - shinsen toretate kyōi no fune sakari               | 24 marzo 2002    |         |
| 16       | 「禁断のムニエル魅惑の山かけ」 - kindan no munieru miwaku no yama kake            | 24 marzo 2002    |         |
| 17       | 「ツキなし月見そば」 - tsuki nashi tsukimi soba                                   | 31 marzo 2002    |         |
| 18       | 「誰も見たことのない謎のカルパッチョ」 - daremo mita kotononai nazo no karupaccho | 31 marzo 2002    |         |
| 19 Extra | 「硝煙と紫煙のカスレ」 - shōen to shien no kasure                                 | non trasmesso    |         |

## Galaxy Angel A
| Nº       | Giapponese 「Kanji」 - Rōmaji                                                 | In onda          | In onda |
| Nº       | Giapponese 「Kanji」 - Rōmaji                                                 | Giapponese       |         |
| 1        | 「捜索おやじ風創作おじや」 - sōsaku oyaji kaze sōsaku ojiya                   | 6 ottobre 2002   |         |
| 2        | 「元祖エンジェルパフェ全部入り」 - ganso enjierupafe zenbu iri                | 6 ottobre 2002   |         |
| 3        | 「シャッフルフレンチ・デザート抜き」 - shaffurufurenchi. dezato nuki          | 13 ottobre 2002  |         |
| 4        | 「スペシャル前菜・メインディッシュ抜き」 - supesharu zensai. meindeisshu nuki | 13 ottobre 2002  |         |
| 5        | 「特製ミルフィーユのビックリサンド」 - tokusei mirufiyu no bikkurisando       | 20 ottobre 2002  |         |
| 6        | 「はぐはぐハグ鍋」 - haguhagu hagu nabe                                       | 20 ottobre 2002  |         |
| 7        | 「冷製ロトサバ当たりつき」 - rei sei rotosaba atari tsuki                     | 27 ottobre 2002  |         |
| 8        | 「つるつるパスタ」 - tsurutsuru pasuta                                        | 27 ottobre 2002  |         |
| 9        | 「ぼったくりサラダバー」 - bottakuri saradaba                                 | 3 novembre 2002  |         |
| 10       | 「エンジェルバナナのたたき売り」 - enjierubanana notataki uri                 | 3 novembre 2002  |         |
| 11       | 「病みつきクルミパイ」 - yami tsuki kurumipai                                 | 10 novembre 2002 |         |
| 12       | 「天使のごった煮 味くらべ」 - tenshi nogotta ni aji kurabe                    | 10 novembre 2002 |         |
| 13       | 「激レア フォーチュンクッキー」 - geki rea fochunkukki                        | 17 novembre 2002 |         |
| 14       | 「激辛 お子さまランチ」 - gekikara o ko sama ranchi                           | 17 novembre 2002 |         |
| 15       | 「さよならぼくらの土瓶蒸し」 - sayonarabokurano tsuchi kame mushi             | 24 novembre 2002 |         |
| 16       | 「ヒゲ付きカルビ丼こい口ソース」 - hige tsuki karubi donburi koi kuchi sosu   | 24 novembre 2002 |         |
| 17       | 「野望貧乏棒々鶏」 - yabō binbō bō niwatori                                   | 1º dicembre 2002 |         |
| 18       | 「数珠つなぎ手打ちそばつなぎなし」 - juzu tsunagi teuchi chisobatsunaginashi  | 1º dicembre 2002 |         |
| 19       | 「竹取御膳」 - take shu o zen                                                 | 8 dicembre 2002  |         |
| 20       | 「さまよえるねこまんま」 - samayoerunekomanma                                 | 8 dicembre 2002  |         |
| 21       | 「注文の多い寿司」 - chūmon no ooi sushi                                      | 15 dicembre 2002 |         |
| 22       | 「棚からボタ餅ファミリーセット」 - tana kara bota mochi famirisetto           | 15 dicembre 2002 |         |
| 23       | 「重々焼き肉食べ放題」 - jūjū yakiniku tabe hōdai                             | 22 dicembre 2002 |         |
| 24       | 「ギラギラガーンのミックスジュース」 - giragiragan no mikkusujusu             | 22 dicembre 2002 |         |
| 25       | 「ポンコツラーメン替え玉有り」 - ponkotsuramen kae tama ari                   | 29 dicembre 2002 |         |
| 26       | 「おしまくり★おしるこ」 - oshimakuri (hosi) oshiruko                          | 29 dicembre 2002 |         |
| 27       | 「ピュルリクマジカルステーキ」 - pyururikumajikarusuteki                      | 5 gennaio 2003   |         |
| 28       | 「気になるバウムクーヘン」 - kini naru baumukuhen                             | 5 gennaio 2003   |         |
| 29       | 「豚足の干ぼし」 - buta ashi no kan boshi                                     | 12 gennaio 2003  |         |
| 30       | 「トップがんもどき」 - toppu ganmodoki                                        | 12 gennaio 2003  |         |
| 31       | 「サインはブイヨン」 - sain ha buiyon                                         | 19 gennaio 2003  |         |
| 32       | 「演じるエンジェル潮汁」 - enji ru enjieru shio shiru                         | 19 gennaio 2003  |         |
| 33       | 「特急イシモチのつみれ」 - tokkyū ishimochi notsumire                         | 26 gennaio 2003  |         |
| 34       | 「バラバラ湯の花せんべい」 - barabara yu no hana senbei                       | 26 gennaio 2003  |         |
| 35       | 「予知三昧酒」 - yochi zanmai sake                                            | 2 febbraio 2003  |         |
| 36       | 「ふるふるプディング」 - furufuru pudeingu                                    | 2 febbraio 2003  |         |
| 37       | 「恋文かき揚げ」 - koibumi kaki age                                           | 9 febbraio 2003  |         |
| 38       | 「銀河薔薇紅茶」 - ginga bara kōcha                                           | 9 febbraio 2003  |         |
| 39       | 「なかなかオチない中オチ」 - nakanaka ochi nai naka ochi                      | 16 febbraio 2003 |         |
| 40       | 「直送岩おこしの詰め合わせ」 - chokusō iwa okoshino dume awa se               | 16 febbraio 2003 |         |
| 41       | 「魔法のつぼ焼き」 - mahō notsubo yaki                                        | 23 febbraio 2003 |         |
| 42       | 「極寒のホットホットドッグ」 - gokusamu no hottohottodoggu                    | 23 febbraio 2003 |         |
| 43       | 「リトライライス」 - ritorairaisu                                             | 2 marzo 2003     |         |
| 44       | 「食べてはいけないお供え物」 - tabete haikenaio sonae mono                    | 2 marzo 2003     |         |
| 45       | 「しめしめこぶじめ」 - shimeshimekobujime                                     | 9 marzo 2003     |         |
| 46       | 「干物千夜一夜」 - kanbutsu senyaichiya                                       | 9 marzo 2003     |         |
| 47       | 「とにかくエンジェル モーニングセット」 - tonikaku enjieru moningusetto       | 16 marzo 2003    |         |
| 48       | 「星の子ソーセージ」 - hoshi no ko soseji                                     | 16 marzo 2003    |         |
| 49       | 「新鮮 鯛づくし」 - shinsen tai dukushi                                       | 23 marzo 2003    |         |
| 50       | 「糸ひき禁止の糸ひき納豆」 - ito hiki kinshi no ito hiki nattō                | 23 marzo 2003    |         |
| 51       | 「ｆｉｎａｌｄｉｓｈ ＲＥＢＥＣＣＡ（前編）」 - finaldish REBECCA(zenpen)     | 30 marzo 2003    |         |
| 52       | 「ｆｉｎａｌｄｉｓｈ ＲＥＢＥＣＣＡ（後編）」 - finaldish REBECCA(kōhen)      | 30 marzo 2003    |         |
| 53 Extra | 「めっちゃ！フライドチキン」 - meccha! furaidochikin                          | non trasmesso    |         |
| 54 Extra | 「恥カキフライあがり過ぎ」 - haji kakifurai agari sugi                        | non trasmesso    |         |

## Galaxy Angel X
| Nº | Giapponese 「Kanji」 - Rōmaji                                                               | In onda           | In onda |
| Nº | Giapponese 「Kanji」 - Rōmaji                                                               | Giapponese        |         |
| 1  | 「非凡平凡チョコボンボン」 - hibon heibon chokobonbon                                       | 7 luglio 2007     |         |
| 2  | 「貴女をおもゆ……」 - anata woomoyu......                                                    | 7 luglio 2004     |         |
| 3  | 「ラッキーモンキー汗かきベソかき穴あきー焼き」 - rakkimonki ase kaki beso kaki ana aki yaki | 14 luglio 2004    |         |
| 4  | 「友情の切り身お試し価格」 - yūjō no kirimi o tameshi kakaku                                | 14 luglio 2004    |         |
| 5  | 「侵略スパイス中佐三昧」 - shinryaku supaisu chūsa zanmai                                   | 21 luglio 2004    |         |
| 6  | 「お見アイス」 - o ken aisu                                                                 | 21 luglio 2004    |         |
| 7  | 「わざわざコトコト煮込んだスープ」 - wazawaza kotokoto nikomi nda supu                      | 28 luglio 2004    |         |
| 8  | 「哀しみ憎しみ凍み豆腐」 - kanashi mi nikushimi shimi tōfu                                  | 28 luglio 2004    |         |
| 9  | 「じゃんじゃん炊飯じゃー」 - janjan suihan ja                                               | 4 agosto 2004     |         |
| 10 | 「ラブ米」 - rabu kome                                                                      | 4 agosto 2004     |         |
| 11 | 「思い出ぎゅうぎゅう鍋」 - omoide gyūgyū nabe                                               | 11 agosto 2004    |         |
| 12 | 「その時歴史は、プリンセスメロン」 - sono toki rekishi ha, purinsesumeron                   | 11 agosto 2004    |         |
| 13 | 「成りアガリクスダケ」 - nari agarikusudake                                                 | 18 agosto 2004    |         |
| 14 | 「お守りそば」 - o mamori soba                                                              | 18 agosto 2004    |         |
| 15 | 「トラのうま煮」 - tora nōma ni                                                             | 25 agosto 2004    |         |
| 16 | 「今日風（株）ラ蒸し」 - kyō kaze (kabu) ra mushi                                           | 25 agosto 2004    |         |
| 17 | 「コ・ロ･ロ・ロシアンティー」 - ko. ro. ro. roshiantei                                      | 1º settembre 2004 |         |
| 18 | 「アヴェンジャーエール」 - avenjaeru                                                        | 1º settembre 2004 |         |
| 19 | 「燃焼系傷心揚げ」 - nenshō kei shōshin age                                                 | 8 settembre 2004  |         |
| 20 | 「お笑イグサのコイこく」 - o warai igusa no koi koku                                        | 8 settembre 2004  |         |
| 21 | 「ハーイ！ ちりめんじゃっく」 - hai! chirimenjakku                                          | 15 settembre 2004 |         |
| 22 | 「レイニーブルー」 - reiniburu                                                              | 15 settembre 2004 |         |
| 23 | 「エンジェルなかまボコ」 - enjieru nakama boko                                              | 22 settembre 2004 |         |
| 24 | 「カレイ煮付けカレー」 - karei ni duke kare                                                 | 22 settembre 2004 |         |
| 25 | 「のぞみかなえたまごとじ」 - nozomikanaetamagotoji                                          | 29 settembre 2004 |         |
| 26 | 「オールオッケーロケ弁当」 - oruokkeroke bentō                                              | 29 settembre 2004 |         |